# نیکوروو
نیکوروو (به ایتالیایی: Nicorvo) یک کومونه در ایتالیا است که در استان پاویا واقع شده‌است.

## خصوصیات
نیکوروو ۸٫۲ کیلومترمربع مساحت و ۳۷۰ نفر جمعیت دارد و ۱۱۵ متر بالاتر از سطح دریا واقع شده‌است.